# 33248 Nataliehowell
1998 HY18 (asteroide 33248) é um asteroide da cintura principal. Possui uma excentricidade de 0.19479710 e uma inclinação de 6.10722º.
Este asteroide foi descoberto no dia 18 de abril de 1998 por LINEAR em Socorro.